# Cikada
Cikada (Цикада: cicala in russo, pronunciato tsikàda) è la versione civile del sistema di navigazione satellitare della marina "Ciklon". L'apparato di ricezione "Šchuna" permette di determinare la posizione di un'imbarcazione con un errore di 50-100 m.
Messo in esercizio nel 1979 con 4 satelliti "Cikada", posizionati su orbite circolari ad un'altezza di 1000 km, con una inclinazione di 83° rispetto al piano equatoriale. I piani orbitali sono distanziati di 45° l'uno rispetto all'altro.

## Principio di funzionamento
Per effettuare le misure di navigazione ogni satellite trasmette un segnale continuo su due frequenze coerenti nella banda VHF (intorno ai 150-400 MHz). Il sistema di ricezione, collocato sulla nave-utente, durante lo spostamento del satellite nella zona di avvistamento registra il cambio di frequenza dei segnali, dovuto all'effetto Doppler, e attraverso questa variazione, ma anche tramite i dati codificati nel segnale e relativi al moto del satellite, calcola la posizione dell'utente.
La trasmissione del segnale di navigazione su due frequenze si utilizza per poter correggere il ritardo dei segnali radio durante il loro passaggio attraverso la ionosfera terrestre.

## Difetti del sistema
- Richiede una elaborazione indipendente della velocità del ricevente.
- Fornisce solo 2 coordinate.
- Ha un errore di oltre 100 metri.
- Per fornire le coordinate il sistema impiega da un'ora ad un'ora e mezza.

## Altri sistemi
Come l'Unione Sovietica, la Russia oggi ha una versione militare del sistema, denominata "Ciklon".
Il sistema (a differenza di "Cikada") è composto da 6 satelliti, il che restringe il tempo di definizione delle coordinate. Per la definizione delle coordinate i militari utilizzano entrambi i sistemi.